# Franz Heckendorf
Friedrich Heinrich Franz Heckendorf (* 5. November 1888 in Schöneberg; † 17. August 1962 in München) war ein deutscher Maler und Grafiker, der besonders in der Weimarer Republik großen Erfolg hatte. Während der Zeit des Nationalsozialismus wurde er zu zehn Jahren Zuchthaus verurteilt, nachdem er von der Deportation in Vernichtungslager bedrohten Berliner Juden zur Flucht in die Schweiz verholfen hatte.

## Leben
Franz Heckendorf ist Sohn eines Architekten. Mit 15 Jahren verließ er das Gymnasium und absolvierte eine Lehre als Dekorationsmaler. Ab 1905 bis 1908 studierte er an der Berliner Kunstgewerbeschule und an der Berliner Akademie der Künste.
1909 stellte er zwei impressionistisch geprägte Straßenbilder in der Berliner Sezession aus.
Während seines Einsatzes im Ersten Weltkrieg als Kampfflieger an der Ostfront, Balkan, Bosporus und im heutigen Irak am Tigris wandte er sich immer mehr dem Expressionismus zu. Auch versuchte er seine Kriegseindrücke in Gemälden, wie z. B. Vormarsch deutscher Truppen an der Morawa (1916) künstlerisch zu verarbeiten.
1917 trat er dem Deutschen Künstlerbund bei. Von 1916 bis 1918 gehörte er dem Vorstand und der Jury der Berliner Sezession an. In seinen expressionistischen Werken betonte Heckendorf im dynamischen Malstil besonders die Ausdruckskraft von teilweise harten Konturen und kräftigen, leuchtenden Farben. Er malte sowohl Ölgemälde, wie auch Pastelle und Aquarelle, in denen er Bildnisse und Figürliches ebenso wie Landschaften und Stillleben darstellte.
Eine umfangreiche Sonderausstellung in der Kestner-Gesellschaft in Hannover im Frühsommer 1918 gab einen Überblick über die erste Schaffensperiode des jungen Künstlers seit 1912.
Während der Weimarer Republik, deren überzeugter Anhänger er war, galt Heckendorf als „Maler der Republik“ und „Liebling der sogenannten Gesellschaft“, seine Bilder fanden Eingang in die Sammlungen prominenter demokratischer Politiker wie Matthias Erzberger und Walther Rathenau, und eines seiner Gemälde der Verfassungsfeier vor dem Berliner Reichstag von 1929 wurde vom Reichskanzler angekauft.
Heckendorf trat 1936 der Reichskammer der Bildenden Künste bei, wurde 1940 jedoch ausgeschlossen. Von 1939 bis 1943 wohnte er abwechselnd in Berlin und Kitzbühel.
1937 wurde in der Nazi-Aktion „Entartete Kunst“ Werke Heckendorfs aus dem Stadtbesitz von Berlin, der Nationalgalerie (Kronprinzen-Palais) Berlin, der Anhaltischen Gemäldegalerie Dessau, dem Museum Folkwang Essen, dem Kestner-Museum Hannover und dem Kaiser-Friedrich-Museum Magdeburg beschlagnahmt.
Am 24. Februar 1943 wurde Heckendorf verhaftet und ins Landgerichtsgefängnis Waldshut eingeliefert. Am 27. Mai 1943 wurde gegen ihn und drei weitere in „Schutzhaft“ genommene Deutsche ein Ermittlungsverfahren eröffnet. Sie wurden beschuldigt, von der Deportation in Vernichtungslager bedrohten Berliner Juden bei der Flucht in die Schweiz geholfen zu haben. Am 22. März 1944 wurden sie nach zweitägiger Verhandlung von einem Sondergericht in Freiburg zu mehrjährigen Zuchthausstrafen verurteilt. Heckendorf, für den der Staatsanwalt die Todesstrafe gefordert hatte, erhielt mit zehn Jahren die höchste Strafe. Das Gericht beurteilte die Straftaten der Angeklagten zwar als „recht schwerwiegend“ weil sie „sich vorsätzlich ... auf die Seite unserer Feinde gestellt und zum Wohl des Reiches geplante Maßnahmen der Regierung im Krieg zu sabotieren unternommen“ hätten, ging jedoch zur Entlastung der vier nicht-jüdischen Angeklagten davon aus, dass „der ‚Judenschmuggel‘ von einer weit verzweigten Gruppe von Juden, die sich geschickt im Hintergrund hielt, aufgebaut und betrieben worden sein muß“. Am 14. April 1944 wurden die vier Verurteilten ins Zuchthaus Ensisheim im Elsass verlegt, wo Heckendorf Schwerstarbeit in den Kaliminen leisten musste. Nachdem er in die Krankenstation des Zuchthauses eingeliefert worden war, erreichte eine dort tätige Pflegerin, dass er die Zuchthauskirche renovieren und mit Wandmalereien versehen konnte. Am 17. September 1944 wurde Heckendorf zuerst ins Zuchthaus nach Ludwigsburg verlegt und von dort ins Arbeitshaus Kaltenstein bei Vaihingen/Enz gebracht, von wo er im April 1945 nach Ulm ins Gefängnis transportiert wurde. Dort wurde er der Gestapo übergeben, die ihn Ende April 1945 noch ins KZ Mauthausen einweisen ließ, wo er im Mai 1945 von den US-Truppen befreit wurde.
Nach dem Krieg wirkte Heckendorf erst an der Akademie der bildenden Künste Wien und dann in Salzburg. Er arbeitete bis zu seinem Tod am 17. August 1962 in München.
Heckendorfs Malerei wurde ursprünglich vom Expressionismus, insbesondere von Ernst Ludwig Kirchner und Erich Heckel, geprägt. Seine meist landschaftlichen Motive sowie Blumenstilleben sind von einer kräftigen, leuchtenden Farbigkeit. Kunsthistorisch ist er der Verschollenen Generation und dem Expressiven Realismus zuzurechnen.
Nach seinem Tod geriet Heckendorf sowohl als Maler wie als Judenretter weitgehend in Vergessenheit. Seine Werke befinden sich u. a. im Lindenau-Museum Altenburg, in der Berlinischen Galerie und im Bröhan-Museum Berlin, im Wilhelm-Lehmbruck-Museum Duisburg, der Stiftung Moritzburg in Halle, im Kunstforum Ostdeutsche Galerie in Regensburg, im Salzburg Museum und im Kunstmuseum Solingen in Solingen-Gräfrath.

## Werke

### 1937 als „entartet“ beschlagnahmte Werke
- Seelandschaft (Öl auf Leinwand, 88 × 108 cm, 1920; Verbleib ungeklärt)
- Mädchen mit Kind (Tafelbild; zerstört)
- Brandenburger Tor (Zeichnung, Bleistift und Kreide, 23,4 × 28,6 cm, 1922; zerstört)
- Goldfischteich (Zeichnung, Bleistift und Kreide, 23,6 × 26,7 cm, 1922; zerstört)
- Der Neue See (Zeichnung, Bleistift und Kreide, 28,1 × 30,1 cm, 1922; 1940 zur „Verwertung“ auf dem Kunstmarkt an den Kunsthändler Bernhard A. Böhmer. Verbleib ungeklärt)
- Sturm (aquarellierte Lithografie, 1915; Blatt 3 der beschlagnahmten 3. Mappe Kriegsbilderbogen deutscher Künstler, Goltzverlag, München, 1915. Verbleib ungeklärt)

### Weitere Werke (Auswahl)
- Segelregatta, Öl/Lw., 57 × 77 cm (1910)
- Übergang über die Angerapp (1915)
- Vormarsch deutscher Truppen an der Morawa (1916)
- Gestrandet (1917)
- Mutter mit Kind (Orientalin mit Kind), Öl/Lw., 80 × 70,5 cm (1917, ausgestellt auf der 17. Sonderausstellung der Kestner-Gesellschaft Hannover vom 15.05. bis 16.06.1918)
- Stilleben mit Chrysanthemen, Öl/Lw., 68 × 105 cm (1917)
- Auferstehung Christi (1918)
- Mappenwerk Sonne – 10 Farblithografien im Verlag Wasmuth A.-G. Berlin – (1919)
- Partnachklamm, Öl/Lw., 82 × 60 cm (1921)
- Haus im Park mit Paar, Öl/Lw., 60 × 70 cm (1921)
- Flucht nach Ägypten, Öl/Lw., 79 × 90 cm (1921)
- Caféterrasse am See, Öl/Lw., 45 × 60,7 cm (1922)
- Südliche Seenlandschaft, Öl/Lw., 80 × 99 cm (1922)
- Belebte Terrasse am See, Öl/Lw., 90 × 71 cm (1923)
- Wannsee, Öl/Lw., 37 × 47 cm (1924)
- Blumenstilleben, Öl/Lw., 80,5 × 64,5 cm (1924)
- Parklandschaft, Öl/Lw., 42,5 × 48 cm (1925)
- Blumengarten mit Pergola am See, Öl/Lw., 51,5 × 62,5 cm (1926)
- Herbstliches Blumenstilleben, Öl/Holz, 76,5 × 90 cm (1929)
- An der Havel bei Moorlake, Öl/Holz, 70 × 94 cm (1929)

- Staatsbegräbnis Gustav Stresemann (Gouache auf braunem Papier, 52 × 73 cm, 1929; Museum Kunst der Verlorenen Generation, Salzburg)[13]

- Landschaft an der Seine – (1930/31)
- Am Stößensee, Öl/Sperrholz, 53 × 70 cm (1931) → Der Stößensee in der Kunst
- Südliche Küstenlandschaft, Öl/Holz, 80 × 100 cm (1932)
- Südländische Stadt am Meer, Öl/Holz, 50 × 69,5 cm (1932)
- Mittelmeerlandschaft mit Minnarett, Aquarell/Papier, 40 × 49 cm (1939)
- Stilleben mit Blumenstrauß und Äpfeln, Öl/Platte, 60 × 80 cm (1942)
- Trabrennbahn in Salzburg, Öl/Platte, 57 × 68 cm (1947)
- Löwin schlägt ein Wildschwein in der Oase, Öl/Hartfaser, 55 × 70 cm (ca. 1950er) (Motiv nach Frans Snyders)

- Badende an der Isar (Öl, 50 × 65; 1953 ausgestellt auf der Dritten Deutschen Kunstausstellung in Dresden)
- Italienische Küstenlandschaft unter gelbem Himmel, Öl/Platte, 47 × 62 cm (1952)
- Frühlings-Blumenstrauß, Öl/Papier, 65,5 × 47 cm (1954)
- Gartencafé am Luganer See, Aquarell/Papier, 36 × 48 cm (1956)
- Küchenstilleben mit Fischen, Öl/Pappe, 79,5 × 60 cm (1961)

Kunst am Bau
- 1959: Sgraffito – Haus Weinzierl Parkstraße 5, Ingolstadt (Architekt: Hans Zitzelsperger)